# Nethuns

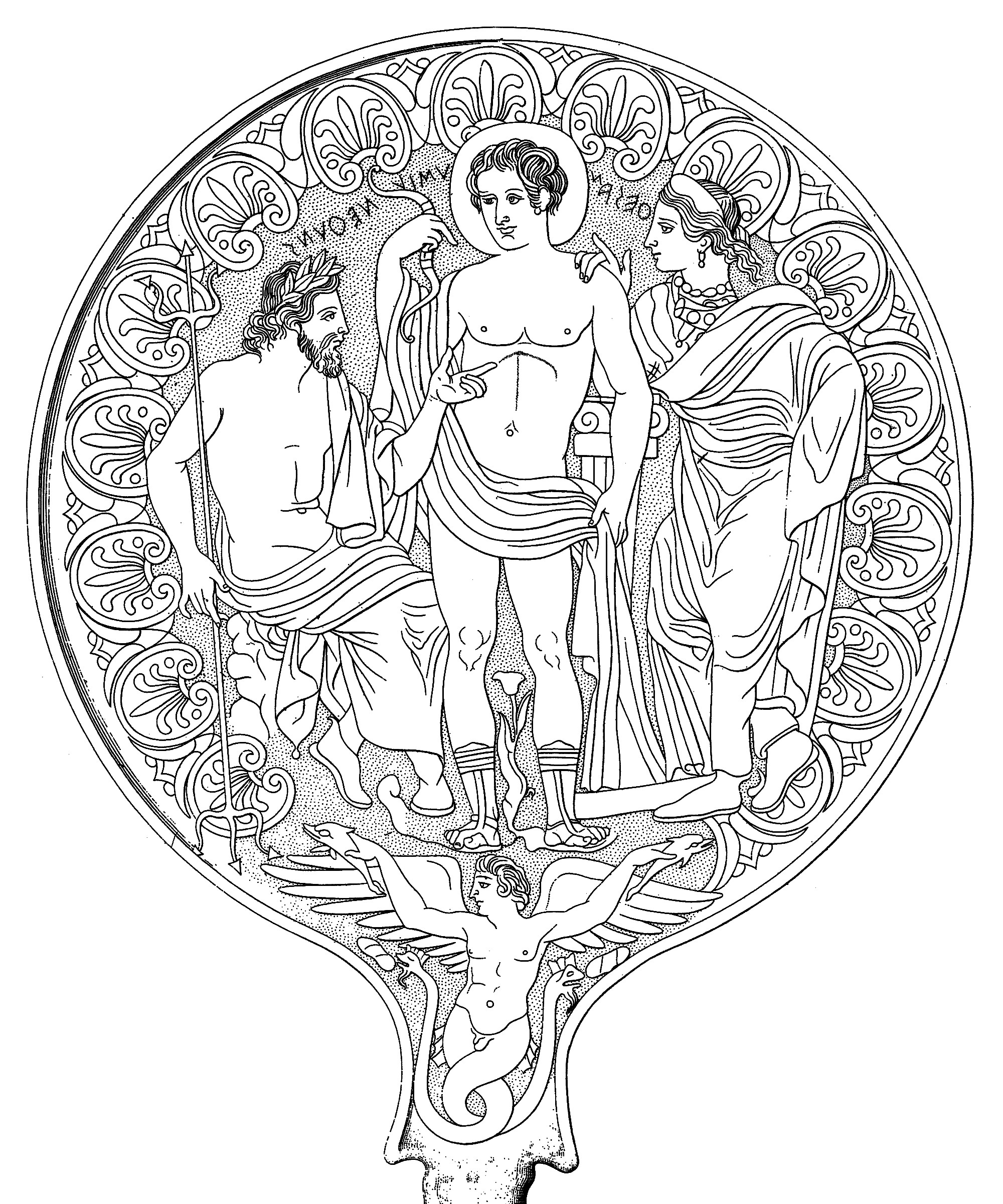
Miroir en bronze, Toscane, Italie. De gauche à droite ; Nethuns, Usil, Thesan

 Nethuns  est le nom d'une divinité étrusque équivalent de la divinité grecque Poséidon et de la divinité latine Neptune.

## Étymologie
Le nom étrusque de Nethuns a probablement été emprunté celui du dieu itol-romain, à l'ombrien une langue italique et dériverait d'une racine neptu-, qui  désigne l'humidité, ou de la racine indo-européenne *nepot-/*nept- (petit-fils, neveu).

## Présentation
Nethuns  est à l'origine un dieu étrusque des eaux douces, des sources et des ruisseaux, pouvant faire jaillir l'eau du sol. Plus tardivement, au milieu du IVe siècle av. J.-C., son domaine est étendu progressivement à toutes les eaux, y compris la mer. Il est le frère de Tinia.
Ses attributs sont le trident, l'ancre, l'hippocampe et les dauphins.
La conception étrusque de la divinité s'apparente au dieu romain Neptune.
Son nom apparaît trois fois sur le foie de Plaisance, deux fois sous la forme abrégée neθ et une fois associé à Tinia sous la forme tinsθ neθ. On le retrouve également dans des prières sur les bandelettes de la momie de Zagreb où il est invoqué de la manière suivante : Flere neθunssl un mlaχ nunθen, c'est-à-dire «Divinité de Nethuns, toi qui es bon, je t'invoque».
En tant que dieu tutélaire, il apparaît coiffé d'un Ketos (monstre marin). Sur une image d'une pièce de Vetulonia, il est représenté avec son trident entre deux dauphins.
Nethuns est aussi gravé sur une médaille de bronze d'un miroir étrusque conservé au  Museo Gregoriano au Vatican.